# Derelophis
Derelophis is een kevergeslacht uit de familie van de boktorren (Cerambycidae). De wetenschappelijke naam van het geslacht werd voor het eerst geldig gepubliceerd in 1972 door Quentin & Villiers.

## Soorten
Derelophis omvat de volgende soorten:
- Derelophis reticulatus (Lameere, 1906)
- Derelophis viettei Quentin & Villiers, 1972